# Boegbeeld

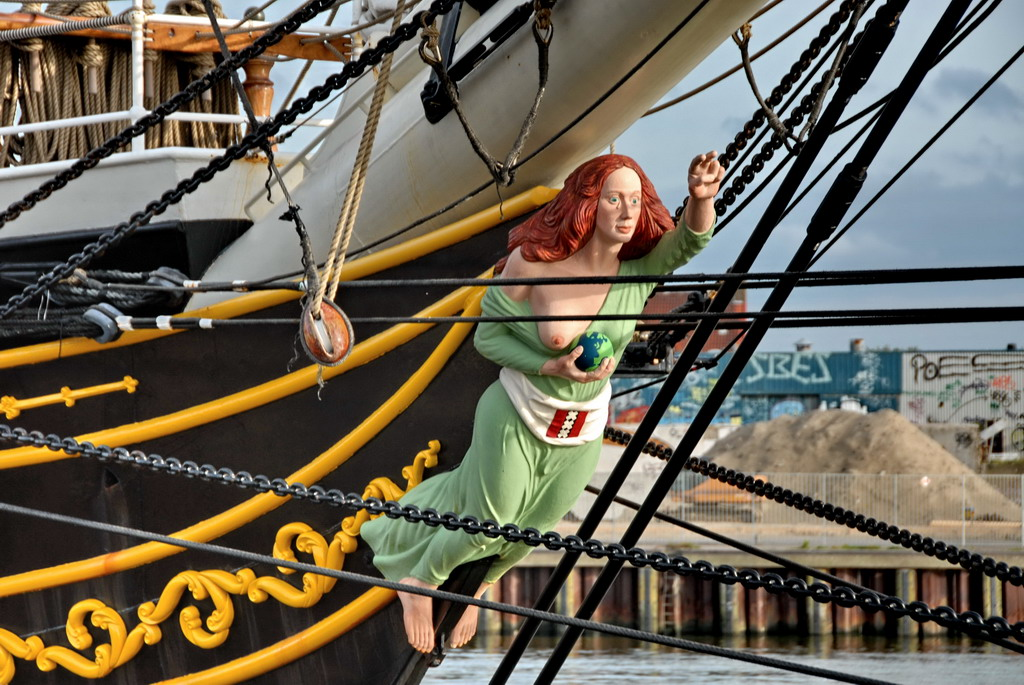
Boegbeeld van de Stad Amsterdam

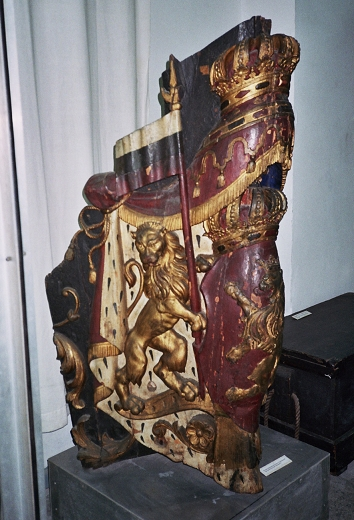
Boegbeeld van het jacht van Alexander de Eerste in het Museum van Varna, Bulgarije

Een boegbeeld of schegbeeld is een beeld op de boeg van een schip.
Door de Vikingen werden boegbeelden op de voorplecht van het schip geplaatst om de opvarenden tegen zeemonsters te beschermen.
Tijdens de 15e tot in de 19e eeuw, de tijd van de handels- en oorlogsvaart met over het algemeen dwarsgetuigde houten schepen, werden ook boegbeelden gevoerd, gemonteerd voor op het galjoen of de scheg. 
Voor Nederlandse oorlogsschepen waren dat meestal leeuwen, voor handelsschepen soms ook (zie de Batavia), maar ook figuren uit de mythologie kwam voor.
Veel boegbeelden zijn vrouwelijk.
Volgens het volksgeloof belichaamden boegbeelden de geest van het schip. 
Beelden aan de achtersteven van het schip worden sternbeeld of hekbeeld genoemd. Bij de binnenvaart werd gebruikgemaakt van een roerbeeld.

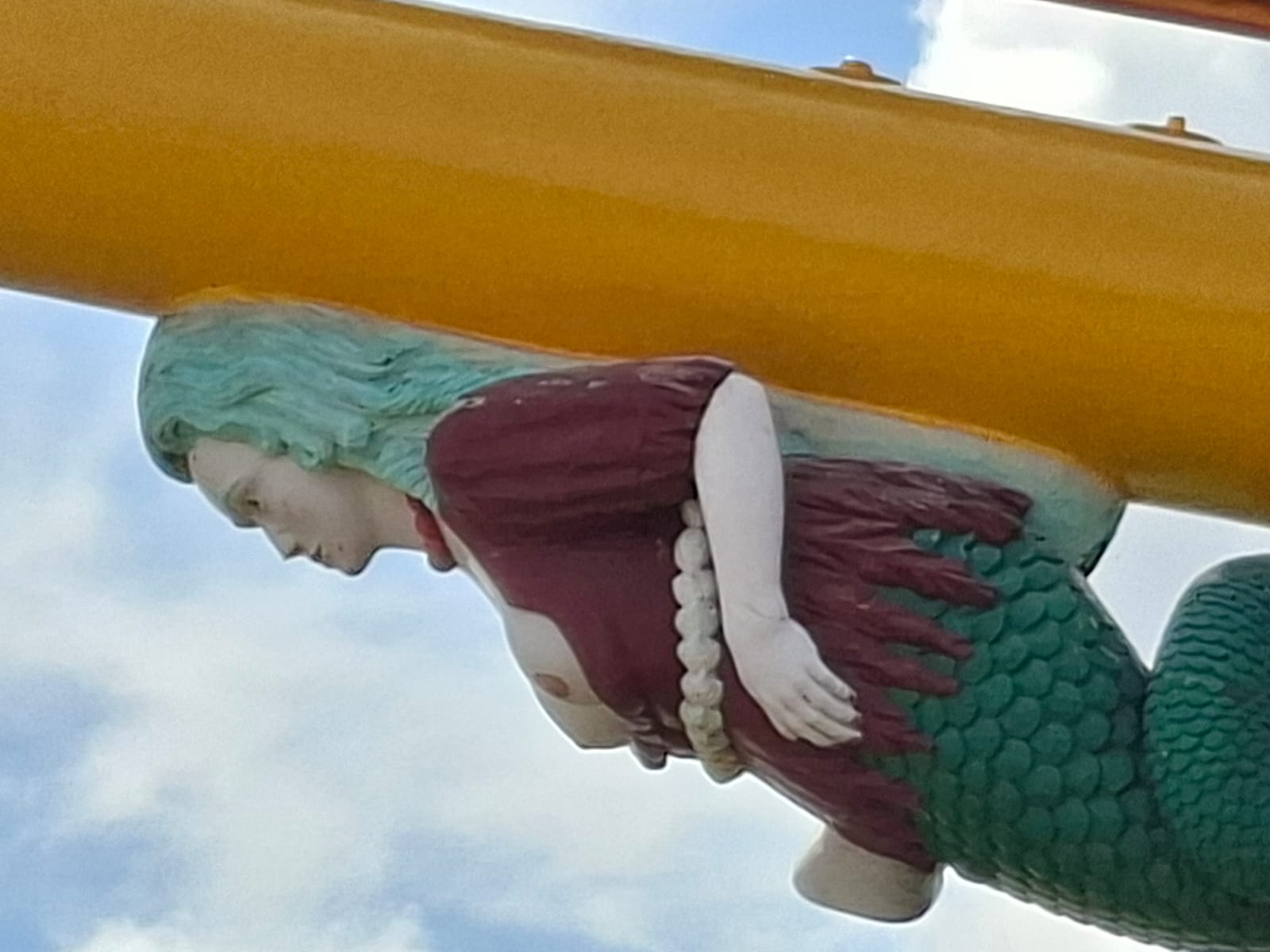
Boegbeeld van de Pollux in Amsterdam